# Kraljevski losos
Kraljevski losos (Oncorhynchus tshawytscha), riba iz porodice lososa ili pastrvki (Salmonidae) rasprostranjena na Pacifiku, u engleskom jeziku poznata kao kraljevski losos. Mrijesti u rijekama na pacifičkoj obali Amerike, sve od Point Hope, Aljaska pa do riijeke Ventura River u Kaliforniji, SAD, kao i na poluotoku kamčatka. Ova riba može narasti do 150 cmm ali joj je uobičakjena dužina 70. cm, a može dosegnuti težinu od preko 60 kg (rekordno je zabilježena težina od 61.4 kg.) 
O. tshawytscha je veoma značajna u prehrani indijanskog stanovništva sa Sjeverozapadnog obalnog područja, a plemena su imala svoja ribolovna područja, a njezina pojava izazivala je pokrete čitavog stanovništva.
O. tshawytscha je poznata zbog svog značaja pod brojnim nazivima, među kojima su globalni FAO nazivi Chinook salmon i King salmon, a kako se mrijesti i na poluotoku Kamčatka u Rusiji i tamo je poznata kao čaviča (чавыча), koji je i postao znanstveni naziv za ovu vrstu.